# Eurostop

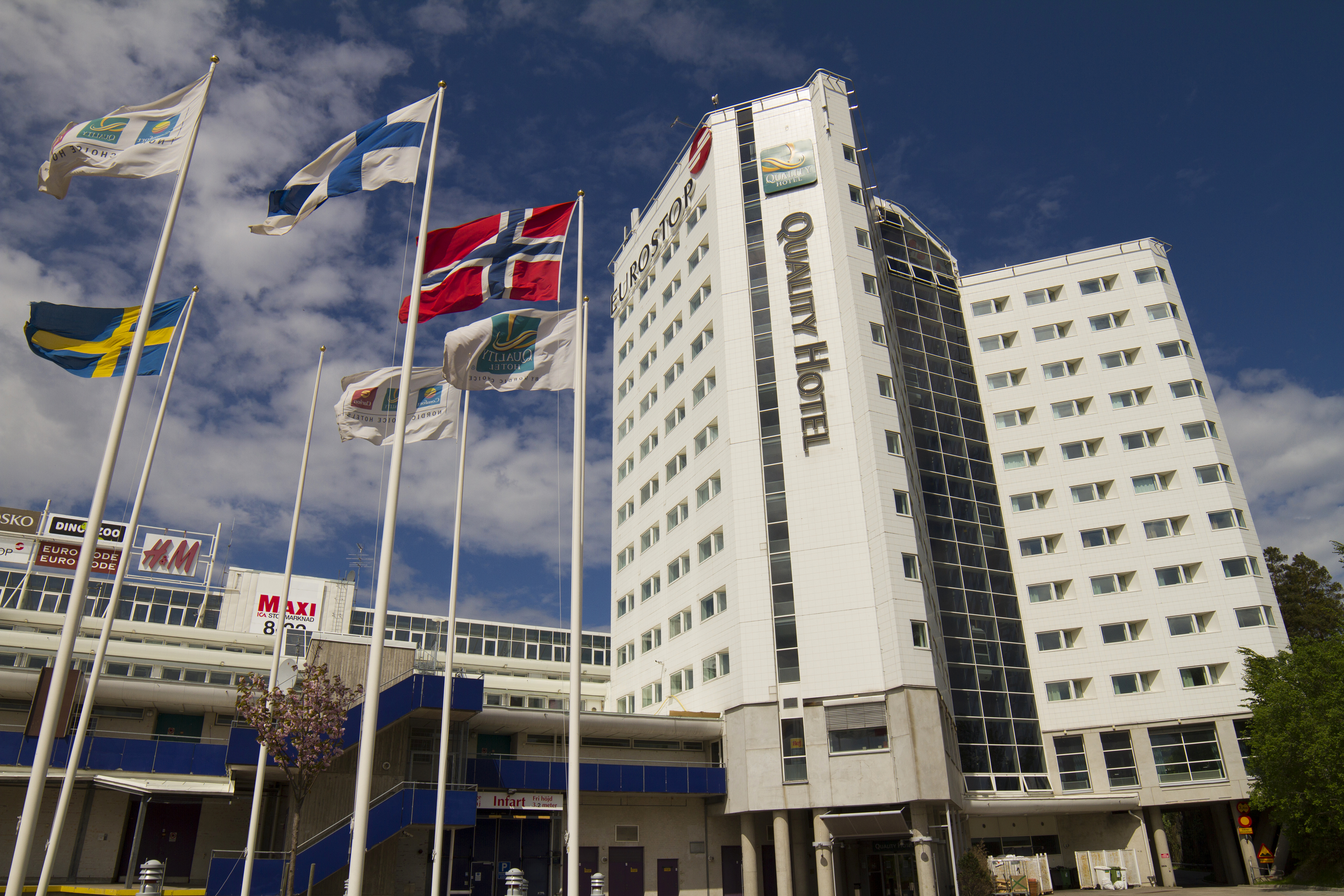
Eurostop i Arlandastad nära Arlanda och Märsta i Sigtuna kommun.

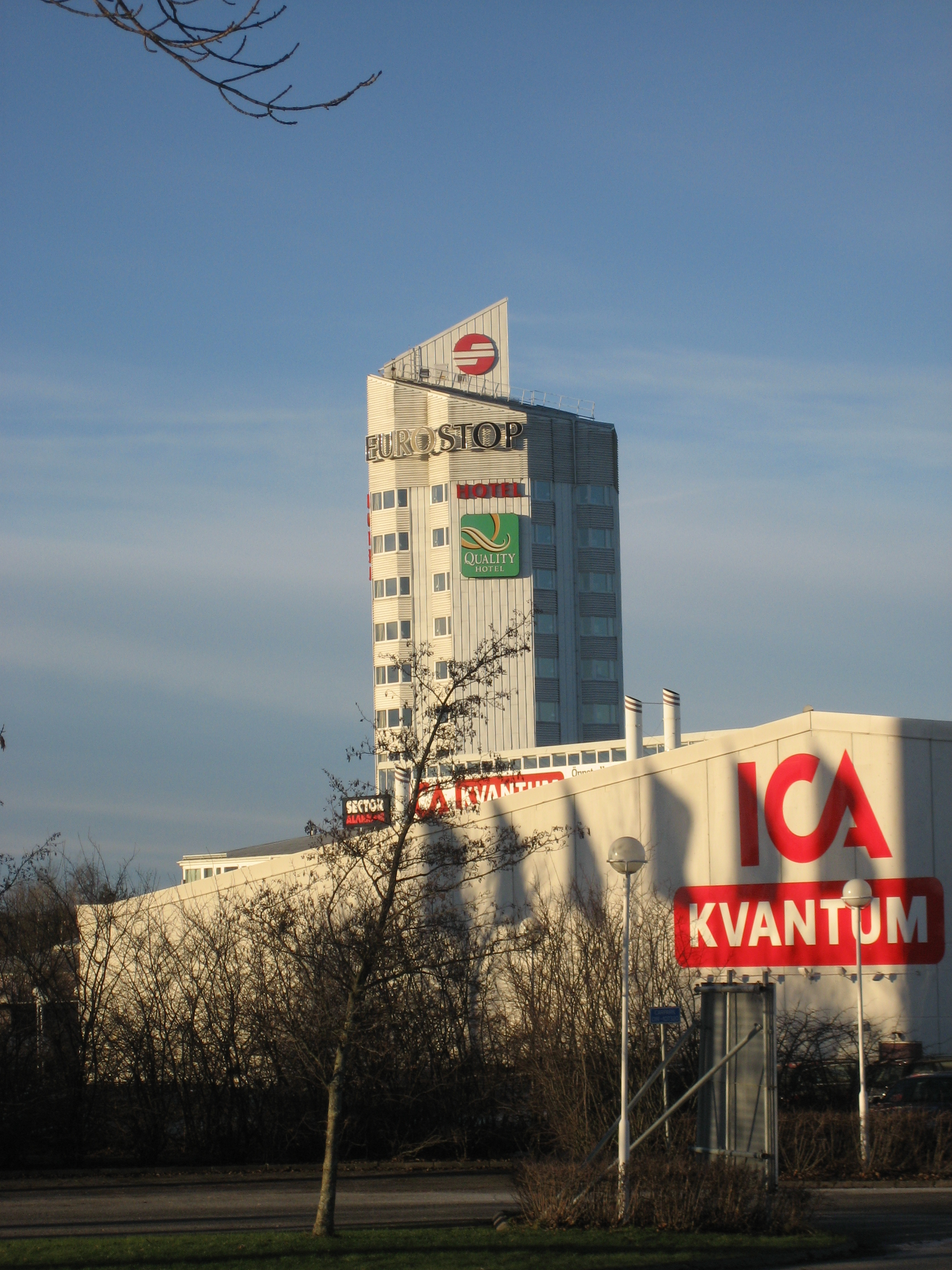
Eurostop i Örebro.

Eurostop var en kedja av bemannade rastplatser, innehållande butiker, hotell, restauranger och bensinstationer. De omgivande parkeringsplatserna var anpassade för tung trafik.

## Historik
Anläggningarna uppfördes efter ett koncept som är vanligt i Central- och Sydeuropa och där kallas de för Truck Stops. I Sverige fanns Eurostop-anläggningar i Arlandastad, Örebro, Halmstad och Jönköping och dessa uppfördes i början av 1990-talet. Från början var det meningen att fler skulle byggas, men ekonomiska problem och bristande intresse från lokala entreprenörer gjorde detta omöjligt. Karaktäristiskt för samtliga anläggningar är de stora parkeringsytorna, den vita fasadfärgen och hotelldelen som är byggd som en skyskrapa. År 1996 köpte Rodamco Sverige AB (då under namnet Piren) de fyra Eurostopanläggningarna från Skanska. Åren 2011–2017 avyttrade Rodamco Sverige AB de fyra anläggningarna till olika intressenter. Dock så kvarstår Unibail-Rodamco som ägare till hotelldelen i anläggningen i Örebro.

## Anläggningarna
Anläggningarna heter numera:
- Eurostop Arlanda: Scandinavian XPO (ägare Arlandastad Group från 2017.)
- Eurostop Halmstad: Hallarna (ägare Eurocommercial från 2012.)
- Eurostop Jönköping: Navet (ägare Cernera Fastigheter från 2024.)
- Eurostop Örebro: Eurostop (ägare Ancore från 2017.)